# Formigueiro
Formigueiro is een gemeente in de Braziliaanse deelstaat Rio Grande do Sul. De gemeente telt 7.214 inwoners (schatting 2009).

## Aangrenzende gemeenten
De gemeente grenst aan Restinga Sêca, Santa Maria en São Sepé.